# Pedicularis tenuituba
Pedicularis tenuituba är en snyltrotsväxtart som beskrevs av Hui Lin Li. Pedicularis tenuituba ingår i släktet spiror, och familjen snyltrotsväxter. Inga underarter finns listade i Catalogue of Life.